# توني كامبوس
توني كامبوس (بالإنجليزية: Tony Campos)‏ هو مغني وعازف قيثارة وموسيقي أمريكي، ولد في 8 مارس 1973 في لوس أنجلوس في الولايات المتحدة.

## وصلات خارجية
- الموقع الرسمي
- توني كامبوس على موقع ميوزك برينز (الإنجليزية)
- توني كامبوس على موقع أول ميوزيك (الإنجليزية)
- توني كامبوس على موقع ديسكوغز (الإنجليزية)